# 지모바일
지모바일(Gmobile)은 베트남 이동 통신 사업자이다. 지모바일 브랜드는 GTel 모바일이 소유하고 있으며 Beeline Vietnam의 후속 제품이다. GTel은 베트남 공안부 산하의 공기업인 Global Telecommunications Corporation이 소유하고 있다.

## 역사
지모바일은 Beeline Vietnam의 후속으로 2012년 9월에 설립되었다. 러시아 투자자 OJSC 빔펠콤은 이전에 합작을 떠났다. 빔펠콤은 한때 $5억 달러에 이르는 지분을 $4,500백만 달러에 매각했다.

## 점유율
2012년 지모바일은 3.2%의 시장 점유율 (수익을 기준으로 추정)을 가졌으며 이는 5번째로 큰 사업자이다.  주요 경쟁사는 40.67%의 시장 점유율을 가진 비엣텔, 30%의 비나폰 및 17.9%를 가진 모비폰(MobiFone)이며, 후자는 두 개가 VNPT가 소유하고 있다. 함께, 큰 3개는 시장의 거의 90%를 통제한다. 다른 중요한 경쟁자는 8%의 비엣나모바일이다. 2012년에는 320만명의 가입자가 있었다.